# 大蔵彌右衛門
大藏 彌右衛門 (おおくら やえもん)　は狂言方大蔵流の歴代宗家が名乗る名跡である。

## 二十四世
二十四世 大蔵彌右衛門（おおくらやえもん、1912年1月19日 - 2004年1月6日）は、狂言方大蔵流能楽師。
人間国宝だった初世善竹彌五郎（誕生時：茂山久治）の次男。1918年、6歳の時に「靭猿」の子猿役で初舞台。
1941年、二十二世大蔵弥太郎虎年の曽孫・大蔵安子と結婚して、大蔵家へ入籍。1942年大蔵流二十四世宗家を継ぎ、大蔵彌太郎を襲名。1946年東京へ転居。
1965年より日本能楽会会員。1983年、狂言風流「大黒風流」を上演。1989年、長男に彌太郎を譲り、彌右衛門を名乗る。

## 二十五世
二十五世 大蔵彌右衛門（おおくらやえもん、1948年 - )は、狂言方大蔵流能楽師。